# Colignonia glomerata
Colignonia glomerata är en underblomsväxtart som beskrevs av August Heinrich Rudolf Grisebach. Colignonia glomerata ingår i släktet Colignonia, och familjen underblomsväxter.

## Underarter
Arten delas in i följande underarter:
- C. g. acutifolia
- C. g. boliviana